# Aïn Khadra
Aïn Khadra è un comune dell'Algeria, situato nella provincia di M'Sila.